# Дёррис, Ганс
Ганс Дёррис (нем. Hans Dörries; 12 июля 1897, Везермюнде — 9 мая 1945, Дрезден) — немецкий географ, профессор Мюнстерского университета, академик Леопольдины; член НСДАП (с 1937).

## Биография
Ганс Дёррис родился 12 июля 1897 года в Везермюнде; с 1916/1918 по 1924 год изучал географию и историю под руководством Германа Вагнера и Вильгельма Майнардуса (Wilhelm Meinardus, 1867—1952) в Геттингенском университете. В 1924 году, после успешной защиты кандидатской диссертации, Дёррис стал ассистентом Майнардуса. В 1927 году, в Геттингене, Дёррис стал доктором наук; 11 ноября 1933 года он был среди более 900 ученых и преподавателей немецких университетов и вузов, подписавших «Заявление профессоров о поддержке Адольфа Гитлера и национал-социалистического государства». В 1934 году получил пост экстраординарного профессора Геттингенского университета. С 1936 по 1945 год Дёррис состоял полным профессором географии в Мюнстерском университете, кроме того — с 1936 года до своей смерти — он был председателем Географической комиссии Вестфалии (Geographische Kommission für Westfalen).
В апреле 1936 года Дёррис был назначен руководителем рабочей группы университета по географическим исследованиям Вестфалии. В 1937 году вступил в НСДАП, а 17 сентября — стал полноправным членом Исторической комиссии Вестфалии. С 1940 по 1945 год состоял в Национал-социалистическом союзе немецких доцентов и являлся руководителем аналогичного национал-социалистического объединения в университете. В 1943 году был избран членом Леопольдины. 9 мая 1945 года Ганс Дёррис был застрелен советскими солдатами при неясных обстоятельствах.

## Работы
- Die Städte im oberen Leinetal Göttingen, Northeim und Einbeck. Ein Beitrag zur Landeskunde Niedersachsens und zur Methodik der Stadtgeographie (= Landeskundliche Arbeiten des Geographischen Seminars der Universität Göttingen. Bd. 1). Vandenhoeck und Ruprecht, Göttingen 1925 (Dissertation).
- Hamburg und die Niederelbe, Niedersachsen, Harz (= Landeskunde von Norddeutschland. Bd. 1). Seemann, Leipzig 1926.
- Entstehung und Formenbildung der niedersächsischen Stadt. Eine vergleichende Städtegeographie (= Zentralausschuß für deutsche Landeskunde: Forschungen zur deutschen Landes- und Volkskunde. Bd. 27,2). Engelhorn, Stuttgart 1929 (Habilitationsschrift).
- Die Britischen Inseln. In: Handbuch der geographischen Wissenschaft. Band 7: West- und Nordeuropa. Athenaion, Potsdam 1938, S. 221—416.
- Siedlungs- und Bevölkerungsgeographie 1908—1938 // Geographisches Jahrbuch. Bd. 55 (1940), S. 3-380.